# Saint-Michel-des-Saints
Saint-Michel-des-Saints è un comune del Canada, situato nella provincia del Québec, nella regione di Lanaudière.